# Presa di Saint Martin (1633)

Isola di Saint Martin

La presa di Saint Martin del 1633 fu uno scontro navale della guerra degli ottant'anni e della guerra dei trent'anni tra l'Impero spagnolo e la Repubblica delle Sette Province Unite. L'isola, pretesa della Spagna sin dal secondo viaggio di Cristoforo Colombo nelle Indie occidentali nel 1493, si trovava a poche miglia ad est di Porto Rico. La sua cattura eliminò la presenza dei corsari olandesi sull'isola, indebolendo la pirateria ed il commercio degli olandesi nei Caraibi.

## La battaglia
L'avanguardia spagnola rivelò che gli olandesi avevano costruito sull'isola di Sint Marteen una fortezza con 22 cannoni e pertanto l'ammiraglio Cadereyta inviò un emissario a terra dall'ammiraglia Nuestra Señora de Aranzazu a chiedere la resa della guarnigione locale. I soldati presenti erano circa 150 fanti olandesi e 40 schiavi di colore al comando di Jan Claeszoon van Campen, il quale rifiutò l'offerta di Cadereyta. Pertanto, diversi galeoni spagnoli iniziarono a sparare sulla fortezza in un caldo scontro a fuoco durante il quale sette marinai spagnoli morirono nel tentativo di sbarcare sull'isola. Alle 2:00 del mattino successivo, 1000 uomini e 300 marinai vennero inviati a terra dal vice ammiraglio de Hoces, mentre il Maestre de Campo Luis de Rojas y Borgia con due piccoli cannoni da campo diresse l'artiglieria sul posto. Il gruppo riuscì a intraprendere un'ardua marcia nella giungla locale, perdendo almeno sei uomini per il calore e la stanchezza prima di raggiungere infine il retro della fortezza olandese e colpirne le mura il 26 giugno. De Hoces venne ferito da una palla di moschetto. Gli spagnoli iniziarono l'assedio installando la loro prima batteria di cannoni e lanciarono un assalto nella notte del 28 giugno, nel quale rimase ferito il capitano Tiburcio Redín.

## Conseguenze
Il 1º luglio, van Campen, ferito, assieme a 62 dei suoi uomini e 15 schiavi di colore chiese la resa che gli venne concessa.
Cadereyta occupò la fortezza dal giorno successivo, decidendo di mantenervi una forza spagnola e rafforzando le difese aggiungendovi altri nove cannoni oltre ad una guarnigione permanente di 250 fanti e 50 ausiliari, sempre reclutati tra i locali, al comando del capitano Cebrián de Lizarazu. La flotta spagnola salpò quindi alla volta di San Juan de Puerto Rico, giungendo coi suoi prigionieri e tre navi conquistate agli olandesi il 13 luglio.
La spagna formalmente restituì l'isola alla Repubblica delle Province Unite solo con la firma della pace di Vestfalia.